# Forumopera.com
Pour les articles homonymes, voir Forum Opéra (homonymie).
Forumopera.com, créé en 1999, est un webzine francophone consacré à l'opéra.

## Historique

### Origine
Créé en 1999 et dirigé par son fondateur Camille de Rijck, Forumopera.com est le pionnier des portails francophones consacrés à l’opéra,,,. Il a d'abord été essentiellement un forum de débats entre amateurs d'art lyrique. 

### Évolution
En 2001, le forum devient un webzine,. Dès lors, sa conception s’entoure d’une rédaction indépendante qui travaille à la mise en ligne de dossiers thématiques, de critiques de spectacles, de disques, de podcasts et d’interviews vidéo. 
Depuis 2004, la rédaction a été dirigée par Christophe Rizoud puis quelque temps par Laurent Bury, avant que Christophe Rizoud ne reprenne ses fonctions. Une équipe importante collabore au site. Sa structure compte une trentaine de rédacteurs répartis dans plusieurs pays d’Europe. Parmi les principaux rédacteurs du site, figurent Yannick Boussaert, Jean Michel Pennetier, Brigitte Maroillat, Clément Taillia, Christian Peter et  Sylvain Fort, de Classica. Roselyne Bachelot est présidente d'honneur du site,.

### Financement participatif
En 2014, Forumopera.com fait appel au financement participatif à dessein de mettre en place une nouvelle version de son site,. La mise à jour qui en découle — permettant notamment aux lecteurs de commenter les articles publiés — accélère d’autant le développement du webzine qui devient ainsi une des références en matière d’art lyrique,.

### Version 5.0
En mars 2023, le magazine en ligne fait à nouveau peau neuve, changeant sa présentation pour une version plus moderne et plus illustrée de ses nombreux articles, éditoriaux politiques sur l'opéra, comptes rendus et interviews divers. Elle est présentée par son directeur Christophe Rizoud qui rappelle également les différentes étapes de l'histoire de ce webzine « La nouvelle version de Forum Opéra, rafraîchie mais structurellement identique à la précédente, réitère notre amour immodéré de l’art lyrique et notre confiance en son avenir. Tant qu’il y aura des amateurs d’opéra… »

### Fréquentation
Forumopera.com accueille environ 150 000 visiteurs par mois avec 350 000 pages vues. Ce chiffre est en progression constante depuis 2011.

## Homonymie
Il existe, en Suisse romande, une association portant une désignation apparentée : Forum Opéra, également dénommée AAOL ou association des amis de l’opéra de Lausanne. Sa structure est établie sur une base de droit suisse au sens des articles 60 ss du Code civil helvétique du 10 décembre 1907,. Créée le 17 août 1987, elle est présidée par son fondateur en la personne de l’avocat lausannois Me Georges  Reymond. Elle est également marrainée par la mezzo-soprano franco-suisse Renée Auphan — ancienne directrice du Théâtre municipal de Lausanne puis du Grand-Théâtre de Genève — et parrainée par le ténor suisse Éric Tappy. La vocation de cette instance vise notamment, entre autres objectifs ciblés, à « soutenir activement » et promouvoir l’art lyrique au niveau helvétique, plus particulièrement au sein de la région lausannoise.